# تيري ميهربانيان
تيري ميهربانيان له عدة عناوين بالعربية الكلب الوفي أو روحي فداؤك أو أنياب الانتقام هو فيلم هندي أنتج سنة 1985 بوليوود فيلم معروف من إنتاج شركة K. C. Bokadia.

## حبكة درامية
رام (جاكي شروف) رجل شاب وصادق، خلال تنقله بدراجته النارية، عثر بالصدفة على جرو صغير مصاب ويترنح على الأرض من الألم بعدما دهسه سائق دراجة نارية...
قرر أخد الجرو للطبيب البيطري لعلاجه والاعتناء به إلى ان تعافى وكبر الكلب فأصبحت بينهنا علاقة خاصة كالسيد والخادم مبنية على الوفاء...
خلال عمله وصلته معلومات عن قرية يعيت فيها الطغاة فسادا من الرشوة والإعتاء على المواطنين وابتزازهم
و في زيارة لهذه القرية مع كلبه الوفي موتي التقى الآمر الناهي في القرية والذي يلعب دوره أمريش بوري في دور تاكور فيجاي سينغ الذي سيكن الكره والحقد مع باقي أفراد حاشيته من الفاسدين ل رام الذي سيصبح صوت القرويين البسطاء ضد الطاغية وأعوانه
و خلال مسيرته يقع رام في حب الجميلة بيجلي التي تلعب دورها بونام ديللوم
في أحد الأيام سيقرر الطاغية وأعوانه تصفية رام وإزاحته من طريقهم بعدما أصبح لا يحتمل... بعدما علم سينغ ورفاقه غياب رام عن المنزل وفي ليلة ماطرة قرروا زيارة منزل رام وحبيبته للانفراد بها ومحاولة اغتصابها الشيء الذي لم يتسنى لهم بعد مقاومتها لهم الا انها تنتحر بطعن نفسها بعدما أحاطو بها وانفردو بها في الغرفة... فيفرون بعدما شهدوا المشهد...
كان أول الواصلين والد الفتاة فجن جنونه على الفور وفقد عقله... أما رام فأقدم على تعذيب الكلب بسبب مخالفته لأوامره بحراسة حبيبته خلال غيابه بسبب السفر... الا ان شقيقته أوقفته وأخبرته ان حبيبته هي من حبسته في الغرفة لانه مشاكس ولعوب...
و بعد فترة من الحادث... خطط سينغ لقتل رام وتلفيق التهمة لصديقه الأبكم
بعد قتل رام سيقرر الكلب براوني الذي يلعب دور موتي الإ نتقام وقتل كل أفراد العصابة الواحد تلو الآخر... وزيارة قبر سيده كل فترة

## الممثلون
- براوني في دور موتي
- أمريش بوري في دور ناكور فيجاي سينغ
- جاكي شروف في دور رام
- بونام ديلون في دور بيجلي
- أسراني في دور منيم بانوارلال
- ساداشيف أمرابوركار في دور سارداري
- راج كيران في دور غوبي
- سوابنا في دور شاردا ديفي
- ساتين كابو في دور والد بيجلي
- فيكاس أناند في دور قرويًا

## فريق العمل
- إخراج : بي.  فيجاي ريدي
- إنتاج : كيه. سي.  بوكرية
- نص سينمائي : إس.  سوندارام
- حوار : جاغديش كانوال، محامي راجيش
- تحرير : ساتيش، سوبهاش سيجال

## موسيقى
| 1. | "فجرت عيني"    |  |
| 2. | "نار في الجسد" |  |
| 3. | "رحمتك"        |  |
| 4. | "القلب يائس"   |  |
| 5. | "الكلب الوفي"  |  |

## روابط خارجية
- تيري ميهربانيان على موقع IMDb (الإنجليزية)
- تيري ميهربانيان على موقع أول موفي (الإنجليزية)
- تيري ميهربانيان على موقع قاعدة بيانات الفيلم (الإنجليزية)
- تيري ميهربانيان على موقع ليتربوكسد (الإنجليزية)
- تيري ميهربانيان على موقع كينوبويسك (الروسية)
- [Thaliya Bhagya(1984) https://kannadamoviesinfo.wordpress.com/2013/03/07/thaliya-bhagya-1984/]